# تلمبه شاه‌پسند
تلمبه شاه‌پسند یک منطقهٔ مسکونی در ایران است که در دهستان فردوس (رفسنجان) واقع شده‌است.